# Arno Kramer
Arno Kramer (Winterswijk, 13 mei 1945) is een Nederlandse beeldend kunstenaar, curator en dichter.

## Leven en werk
Kramer volgde een opleiding als docent Tekenen en Handvaardigheid en heeft sinds 1974 een atelier in Broekland. Hij is vooral bekend geworden door zijn tekeningen. Zijn belangstelling voor de hedendaagse tekenkunst bracht hem ertoe om tekeningententoonstellingen te organiseren, zoals Into Drawing, Into Irish Drawing en samen met Diana Wind All About Drawing, een overzicht van 50 jaar Nederlandse tekeningen van 100 kunstenaars. Hij is regelmatig artist in residence en gastdocent in Ierland, Engeland, Schotland en de Verenigde Staten en was van 1986 tot 2006 docent aan de Academie voor Kunst & Industrie (AKI) in Enschede. Hij is initiator van Drawing Centre Diepenheim (onderdeel van Kunstvereniging Diepenheim) en daar en elders curator van vele tentoonstellingen, met name van tekeningen. Daarnaast publiceert Kramer over beeldende kunst en schrijft hij poëzie. Zijn werk werd tentoongesteld in Nederland, Ierland, Engeland, de Verenigde Staten, Zweden en Duitsland. Zijn werk bevindt zich in de collecties van het Teylers Museum in Haarlem, het Stedelijk Museum Schiedam, het Stedelijk Museum Amsterdam, Museum de Fundatie in Zwolle, Rijksmuseum Twenthe in Enschede, Museum Henriette Polak in Zutphen, The Model in Sligo Ierland en Limerick City Gallery of Art in Ierland en in diverse particuliere en bedrijfscollecties in Nederland, Ierland, Duitsland, de VS, Frankrijk en Engeland.
Kramer ontving in 2010 de tweejaarlijkse culturele prijs de Gulden Adelaar van de gemeente Deventer. Hij werd eind 2014 verkozen tot Briljanten Kunstenaar van het Jaar 2015.
Kramer werd in 2021 benoemd tot Officier in de Orde van Oranje-Nassau.
Hij publiceerde artikelen en poëzie in De Revisor, de Poëziekrant, Bzzlletin, Raster, Metropolis M en Kunstbeeld.

## Over het werk
Arno Kramer heeft zich in de loop der jaren steeds meer toegelegd op het tekenen. Zijn werken op papier, van bescheiden tot zeer grote formaten, heeft hij in tientallen tentoonstellingen in binnen- en buitenland getoond. Naast de tekeningen op papier maakte hij ook grote werken direct op de muur.
Kenmerkend in zijn ontwikkeling is de bewuste combinatie van figuratieve en meer abstractere elementen. De “ontdekking” op een simpele krantenfoto, tijdens een “artist in residence-verblijf” in Ierland in 1995, van een communiejurk, bracht hem op het spoor van het combineren van deze vorm met het vrouwelijke lichaam. Ook de torso, handen en voeten vormden regelmatig terugkerende onderwerpen en deze werden dan meestal gecombineerd met eigen bedachte mathematische systemen. Door het gebruik van aquarelverf ontstonden steeds meer mogelijkheden om met diverse lagen en motieven over elkaar een zekere spanning in het beeld te vinden. Het is voor Arno Kramer van belang dat er naast een zekere mystiek en raadselachtigheid in een tekening ook een zekere weerstand zit. Zo kan een realistisch getekend beeld worden “verstoord” door er rasters of vlekken overheen te leggen. Elke tekening moet op zijn minst voor de maker een verrassing bevatten.
In de tekeningen na 2010, van soms 200 x 360 cm, hebben dieren hun intrede gedaan in het werk. Hazen, zwanen en herten zijn nieuwe dankbare onderwerpen geworden. De tekeningen zijn soms in hun attitude heftiger in hun abstractie en preciezer in hun figuratie. Toch worden deze beide componenten door Kramer altijd in één werk bij elkaar gebracht. Na 2012 doet de collage zijn intrede. Dat wil zeggen dat Kramer zelf getekende kleinere werken gebruikt om in een grotere tekening als beeldbepalend elementen te functioneren. Hij speelt met verschillende afzonderlijke beelden tot er een gevoelvol en ook weer evenwichtige tekening ontstaat.

## Enkele werken in de openbare ruimte
- Mensfiguren, Hanzeweg in Deventer
- Drie-eenheid (1981), Karel de Grotepark in Deventer
- Zonder titel (1983), Mozartlaan in Hengelo - herplaatst in 1999
- Speelplastiek (1984), basisschool Windkracht 10 in Emmeloord
- Het verstoorde leven - Monument Etty Hillesum (1985), IJsseloever in Deventer

## Fotogalerij

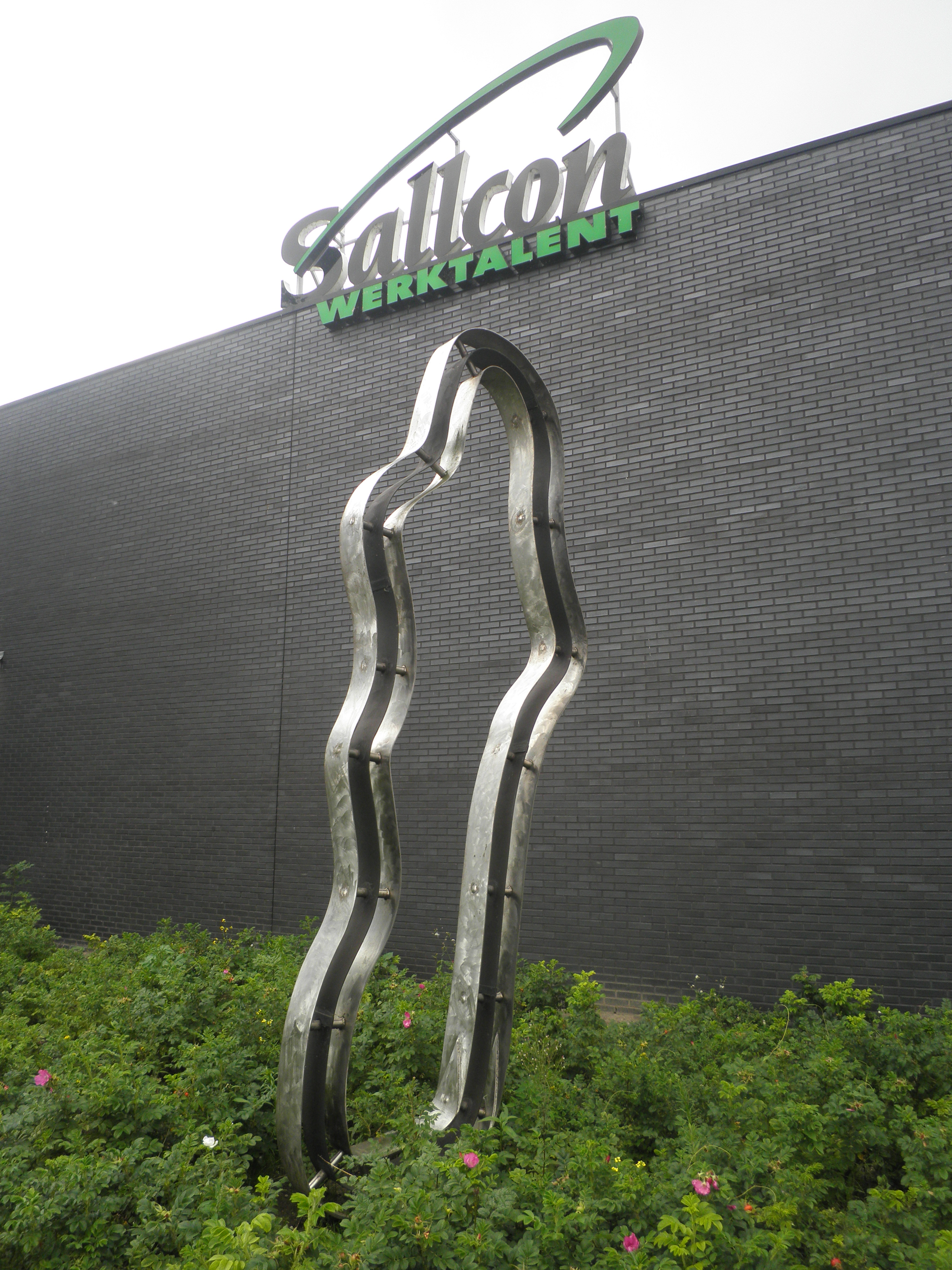
Mensfiguren, Deventer
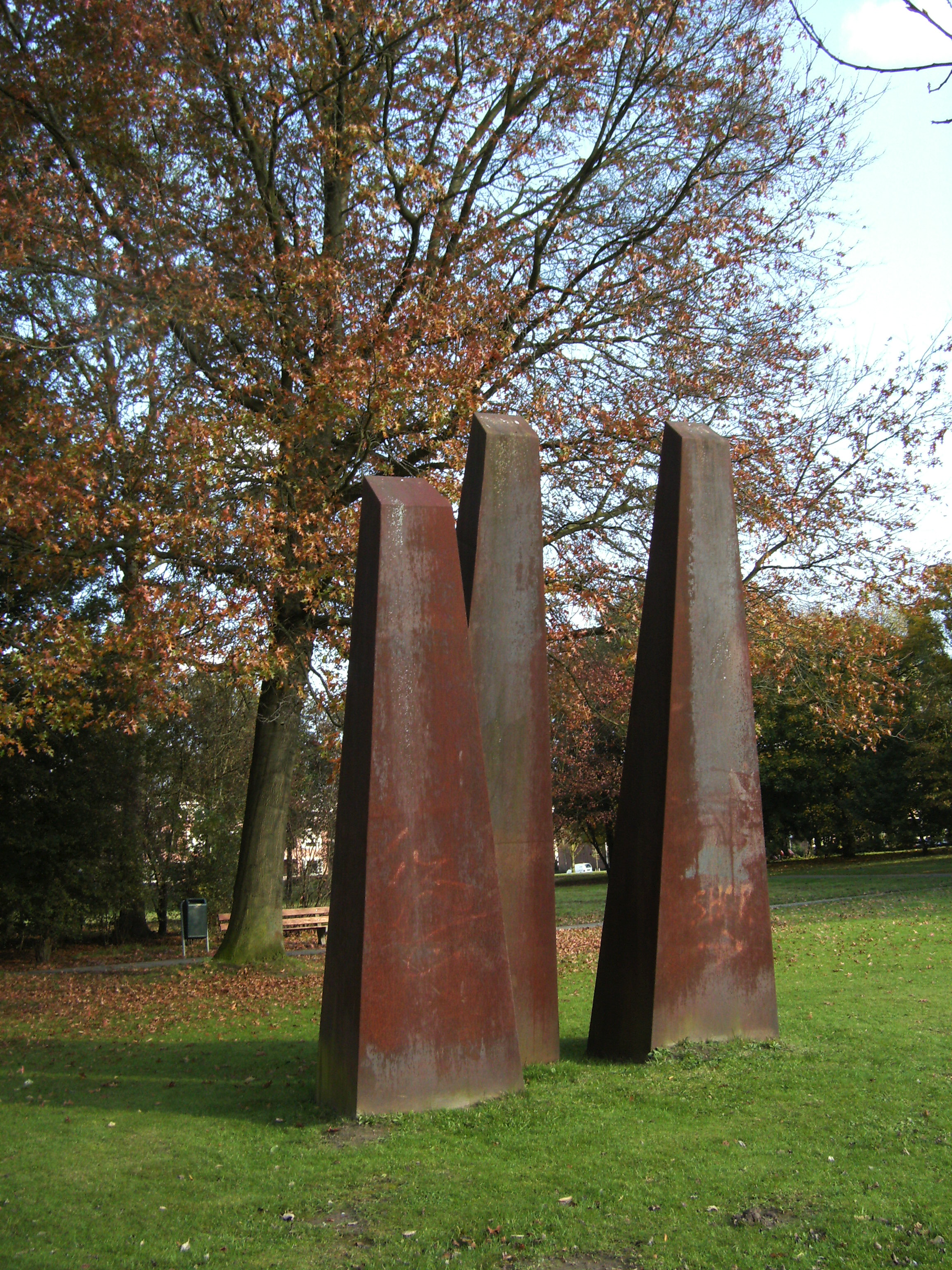
Drie-eenheid, Deventer
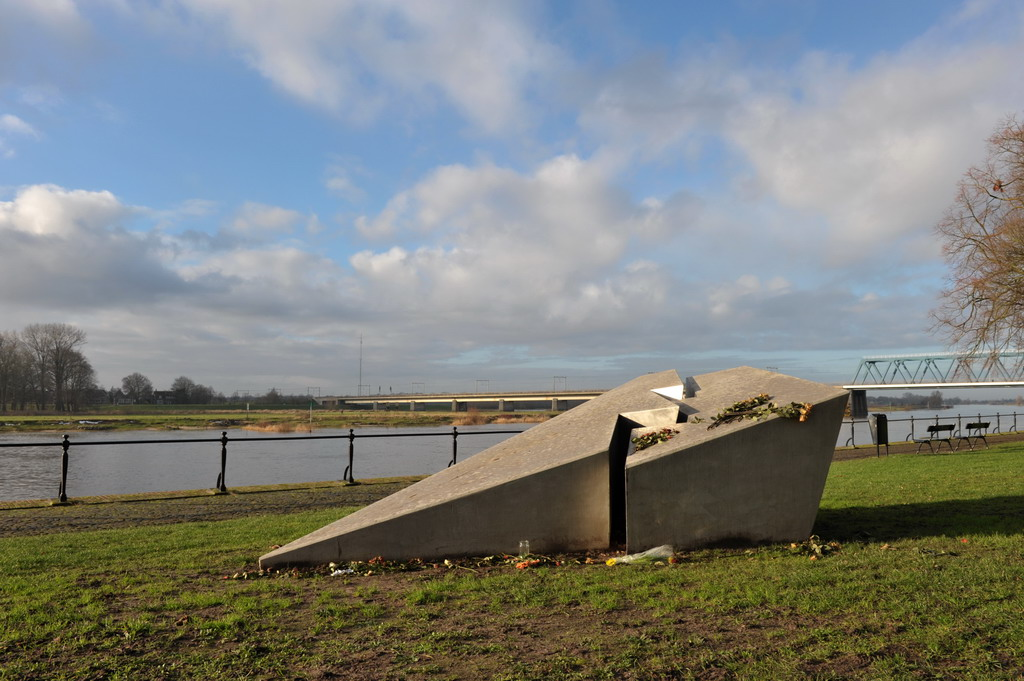
Het verstoorde leven, Deventer